# Westminstrska dvorana
Westminstrska dvorana je velika srednjeveška glavna dvorana, ki je del Westminstrske palače v Londonu v Angliji. Postavljena je bila leta 1097 za Viljema II. (William Rufus), takrat je bila največja dvorana v Evropi. Stavba je imela v preteklih letih različne funkcije, vključno z uporabo za sodne namene od 12. do 19. stoletja. Pri skupnem nagovoru obeh domov parlamenta Združenega kraljestva, spodnjega doma in lordskega doma, je dvorana običajno prizorišče. Do leta 1821 so v njej prirejali tudi bankete ob kronanju, od 20. stoletja pa je običajno prizorišče državnih in slovesnih pogrebov.
Struktura dvorane je še posebej opazna po svoji stropni konstrukciji - konzolno kleščastim ostrešjem, obliki, značilni za angleško gotsko arhitekturo, ki uporablja vodoravne rešetke za premostitev velikih razdalj. Streho so leta 1393 naročili za Riharda II., zgradil pa jo je kraljevi tesar Hugh Herland. Je največja srednjeveška streha s čistim razponom v Angliji, ki meri 20,7 krat 73,2 metra. Istočasno je zidarski mojster Henry Yevele preoblikoval preostali del dvorane. Prenove vključujejo triinosemdeset edinstvenih upodobitev Rihardove najljubše heraldične značke, mirujočega priklenjenega belega jelena.

## Zgodovina
Westminstrska dvorana je služila številnim funkcijam. Do 19. stoletja so jo redno uporabljali za sodne namene, saj so bila v njej tri najpomembnejša sodišča v deželi: Court of King's Bench (sodišče kraljeve klopi), Court of Common Pleas (splošno sodišče) in Court of Chancery (kanclersko sodišče). V času vladavine Henrika II. (1154–1189) je kraljevi odlok določil stalno zasedanje sodnikov v dvorani. Leta 1215 je Magna Carta določila, da bodo ta sodišča redno zasedala v dvorani zaradi udobja strank v postopku. Leta 1875 so bila sodišča združena v High Court of Justice, ki je še naprej imel senate v Westminstrski dvorani, dokler se niso leta 1882 preselili v takrat novo stavbo Royal Courts of Justice. Poleg rednih sodišč so v Westminstrski dvorani potekala tudi pomembna državna sojenja, vključno s sojenjem obtožbe in državnim sojenjem kralju Karlu I. ob koncu angleške državljanske vojne, Williamu Wallaceu, Thomasu Moreu, kardinalu Johnu Fisherju, Guyu Fawkesu, grofu Straffordskem, uporniškim škotskim gospodarjem iz uporov 1715 in 1745 ter Warrenu Hastingsu. Konec dvorane s verando sv. Štefana prikazuje pod vitražem parlamentarni vojni spomenik, ki na osmih ploščah navaja imena članov in osebja obeh domov parlamenta ter njihovih sinov, padlih v prvi svetovni vojni; samo okno, postavljeno leta 1952, spominja na člane in osebje obeh domov, ki so umrli v drugi svetovni vojni. Leta 2012 so nasproti tega okna, na drugem koncu dvorane, postavili nov vitraž v spomin na diamantni jubilej kraljice Elizabete II.
Westminstrska dvorana je služila tudi slovesnim funkcijam. Od 12. do 19. stoletja so tukaj potekali banketi ob kronanju v čast novim monarhom. Zadnji banket ob kronanju je bil leta 1821 za kralja Jurija IV., njegov naslednik Viljem IV. Britanski je zamisel opustil, ker se mu je zdela predraga. Dvorana je bila uporabljena kot prostor za obred ob državnih in slovesnih pogrebih. Takšna čast je običajno rezervirana za suverena in njihove soproge; edini nekraljevski člani, ki so ga prejeli v 20. stoletju, so bili Frederick Sleigh Roberts, 1. Earl Roberts (1914), 48 žrtev strmoglavljenja zračne ladje R101 (1930) in Winston Churchill (1965). Leta 1910 je bila dvorana uporabljena za pokojnika kralja Edvarda VII., ki so mu sledili kralj Jurij V. leta 1936, kralj Jurij VI. leta 1952, kraljica Marija leta 1953, kraljica Elizabeta Kraljica mati leta 2002 in kraljica Elizabeta II. leta 2022. Približno 250.000 žalujočih se je zgrnilo mimo krste, ko je kraljica Elizabeta II. ležala na slovesnosti, kar je povzročilo razslojevanje tal v Yorkstoneu.
Oba domova sta predstavila slavnostne nagovore kroni v Westminstrski dvorani ob pomembnih javnih priložnostih. Nagovori so bili na primer predstavljeni ob srebrnem jubileju Elizabete II. (1977), zlatem jubileju (2002) in diamantnem jubileju (2012), pristopu Karla III. (2022), 300. obletnici slavne revolucije (1988) in petdeseti obletnici konca druge svetovne vojne (1995).
Velja za redek privilegij, da je tuji voditelj povabljen, da nagovori oba domova parlamenta v Westminstrski dvorani. Po drugi svetovni vojni so bili edini voditelji, ki so to storili, francoski predsednik Charles de Gaulle leta 1960, južnoafriški predsednik Nelson Mandela leta 1996, papež Benedikt XVI. leta 2010, predsednik ZDA Barack Obama leta 2011, voditeljica burmanske opozicije Aung San Su Či leta 2012 in ukrajinski predsednik Volodimir Zelenski leta 2023. Predsednik Obama je bil prvi ameriški predsednik, ki je bil povabljen, da uporabi dvorano za nagovor parlamentu, Aung San Su Či pa je bila prva nevodja države, ki je prejela priznanje, da je nagovorila poslance in kolege v Westminstrski dvorani.
Po reformah leta 1999 spodnji dom zdaj uporablja sobo velikega odbora poleg Westminstrske dvorane kot dodatno dvorano za razprave. (Čeprav ni del glavne dvorane, se o njih običajno govori kot o razpravah v Westminstrski dvorani) V nasprotju z dvema glavnima dvoranama, v katerih sta vladna in opozicijska klop neposredno druga proti drugemu, je sedež v sobi velikega odbora postavljen v obliki črke U, vzorec, ki naj bi odražal nestrankarsko naravo tamkajšnjih razprav.

## Arhitektura
Dvorana je znana po srednjeveškim konzolnim kleščastim ostrešjem, ki je bila leta 1393 naročena za Riharda II. Zgradil jo je kraljevi tesar Hugh Herland in velja za »največjo stvaritev srednjeveške lesene arhitekture«. ustvarjanje enega samega velikega odprtega prostora s podestom na koncu. Rihardov gradbeni mojster Henry Yevele je ohranil prvotne dimenzije in preoblikoval stene s petnajstimi kipi kraljev v naravni velikosti, postavljenimi v niše. Obnovo je leta 1245 začel kralj Henrik III., vendar je do Rihardovega časa že več kot stoletje mirovala. V Rihardove prenove so vključene ponovitve njegove najljubše heraldične značke – belega jelena, priklenjenega in v mirovanju – ki se ponovi triinosemdesetkrat, ne da bi katera koli od njih bila natančna kopija druge.
Streha Westminstrske dvorane, največja srednjeveška streha v Angliji, meri 20,7 krat 73,2 metra. Hrastov les za streho je prišel iz kraljevih gozdov v Hampshiru in iz parkov v Hertfordshiru ter iz lesa Williama Crozierja iz Stoke d'Abernona, ki je med drugim dobavil več kot 600 hrastov v Surreyju; sestavljeni so bili blizu Farnhama v Surreyju, 56 kilometrov stran. Računi beležijo veliko število vagonov in bark, ki so dostavili spojen les v Westminster za sestavljanje.

## New Dawn
New Dawn je steklena umetnina Mary Branson, postavljena v dvorani leta 2016. Praznuje kampanjo za volilno pravico žensk in je osvetljena s svetlobnimi stopnjami, ki se spreminjajo glede na nivo plimovanja reke Temze.